# Pyramid Technology
Pyramid Technology Corporation — американская компания по производству мини-компьютеров на основе RISC-процессоров в верхнем сегменте производительности. В 1985 году она стала второй компанией, поставлявшей многопроцессорные системы под управлением Unix (под брендом OS/x), что сформировало основу их продуктовой линейки в начале 1990-х. Операционная система OS/x работала в двух вселенных Unix, благодаря чему поддерживала программы и системные вызовы как 4.xBSD, так и AT&T Unix System V.
В 1995 году Pyramid была куплена компанией Siemens и вошла в состав американского подразделения Siemens Computer Systems US. В 1998 году это подразделение было разделено, сервисная сторона стала называться Wincor Nixdorf. В 1999 году Siemens и Fujitsu объединили свои компьютерные мощности в Fujitsu Siemens Computers, а в 2000 году к ним присоединилась компания Amdahl Corporation.

## История
Pyramid Technology была основана в 1981 году несколькими бывшими сотрудниками компании HP, которые были заинтересованы в создании мини-компьютера на базе RISC-архитектуры, ориентированного на многопроцессорные вычисления. Первые компьютеры были выпущены в 1983 году под названием 90x, в которых использовался 32-битный скалярный процессор собственной разработки, работавший на тактовой частоте 3 МГц.
В 1985 году компания выпустила свою первую SMP-систему — мультипроцессор 98xx, работавший на тактовой частоте 7 МГц. В период с 1985 по 1987 годы в этой серии было выпущено несколько компьютеров, от одноядерного 9815 до четырёхядерного 9845. Производительность компьютера 9845 в полной комплектации достигала 25 MIPS, что было значительным для того времени, но не позволяло конкурировать с суперкомпьютерами.
Как и многие ранние производители многопроцессорных систем, Pyramid начала использовать общепринятые RISC-процессоры, когда те стали пригодными для практического применения. Pyramid продолжала использовать RISC-процессор собственной разработки до выпуска продуктовой линейки MIServer S. Компания представила линейку регистровых оконно-ориентированных машин в качестве продолжения линейки 9000. Они были известны как линейка MIServer, начатая в 1989 году. Они поддерживали до 10 процессоров производительностью около 12 MIPS на процессор. MIServer была заменена в 1991–1992 годах линейкой MIServerT и позднее сериями машин начального уровня MIServer S (1–12 процессоров), первой машиной Pyramid на основе R3000, и высокопроизводительными 24-процессорными MIServer ES, обе системы работали на 33 МГц R3000. Первые машины в серии поставлялись примерно с четырьмя–двенадцатью процессорами MIPS R3000, с максимальной производительностью около 140 MIPS. Операционной системой для машин на основе MIPS была DC/OSx, портированная версия UNIX AT&T System V Release 4 (SVR4).
Появление 64-разрядного микропроцессора R4400, работающего на тактовой частоте 150 МГц, привел к выпуску серии 2-16 процессорных машин Nile в конце 1993 года. Обладая производительностью в 92 MIPS каждого процессора, системы Nile считались высокопроизводительными для своего времени. Их последний продукт Reliant RM 1000, известный внутри компании как Meshine, вышел на рынок, когда Siemens купила компанию. Reliant RM 1000 был компьютером с массовым параллелизмом. Каждый узел выполнял свою копию Reliant UNIX под названием DC/OSx. Эта система имела двумерную полносвязную архитектуру. Reliant RM 1000 использовал программное обеспечение под названием ICF для управления соединениями между узлами кластера. ICF стало основой для кластерного программного обеспечения PrimeCluster HA, которое до сих пор разрабатывается и распространяется Fujitsu Siemens.
Каждый компьютерный узел в сети использовал один ЦПУ MIPS R10000, но мог расширяться до RM10000, позволяя машинам Nile SMP включаться в сеть в качестве, так называемого, «толстого» узла с поддержкой SMP. Вычислительные узлы были физически установлены в каркас HAAS-3, которые поставлялись как массив накопителей с первыми Nile. Каждый компьютерный узел управлял шестью SCSI-дисками как первичный контроллер и еще 6 дисками как вторичный контроллер. Каркас вмещал до 6 вычислительных узлов (или 4 вычислительных узла и 2 подключаемых шлюза), которые были соединены с соседними каркасами коротким соединительным кабелем. Каркас HAAS-3 с установленными в нём узлами назывался «ячейкой». Такие «ячейки» могли соединяться по вертикали (в два этажа) и по горизонтали в пределах доступного пространства. Группа из 4 «ячеек» внутри компании именовалась «тонной», а системы называли по количеству таких «тонн», которое они в себя включали. Самой большой системой, построенной в Pyramid, была тестовая система, состоявшая из 214 процессоров, среди которых были 4 SMP-узла Nile.
Несмотря на то, что RM1000 со временем был снят с производства и не заменён в линейке компанией Siemens, заказчикам, имевшим большое количество установленного оборудования, таким как телекоммуникационные компании Великобритании, потребовалось много времени, чтобы найти им подходящую замену. Эти системы отличались мощными возможностями массового ввода-вывода и высокой вычислительной производительностью.